# Jægerkorpset

Heraldisk sköld.

Jægerkorpset är ett danskt specialförband som bildades 1961 med brittiska Special Air Service som förebild. Förbandet är utbildat inom fjärrspaning, sabotage och terroristbekämpning. Det har även en samverkan med sin polisiära motsvarighet, Polisens aktionsstyrka. 
Det danska Jægerkorpset har sin bas vid Flyvestation Aalborg på norra Jylland. Det har fått rykte om sig att vara mycket skickligt och kapabelt, trots sin ringa storlek. Jægerkorpsets operativa styrka är cirka 140 man plus understödspersonal.
Kandidaterna till Jægerkorpset måste genomgå en åtta veckor lång patrullutbildning. De som klarar patrullutbildningen med minst resultatet "Mycket tillfredsställande" genomgår ytterligare en utbildning, aspirantutbildningen. Under aspirantutbildningen övas grundläggande specialförbandskunskaper. De som klarar aspirantutbildningen och går över till fallskärms- och ytsimsutbildning får den vinröda baskern vilken är en världsomspännande symbol för fallskärmstrupp. Efter baskerceremonin går soldaterna över till en 52 veckors utbildningsperiod och prövotid vid Jægerkorpset, först efter detta så placeras soldaten i en insatsgrupp och får den högt respekterade JÆGER-bågen.
Jægerkorpset motsvarar Särskilda operationsgruppen i Sverige.